# MuPDF
MuPDF は、C言語で記述された自由ソフトウェアかつオープンソースソフトウェアのソフトウェアフレームワークであり、PDF、XPS、およびEPUBの解析およびレンダリングエンジンを実装しています。主にビットマップへのページレンダリングに使用されますが、目次やハイパーリンクの検索およびリスト表示など、他の操作もサポートしています。
MuPDFは、高速、小さなコードサイズ、高品質のアンチエイリアスレンダリングに重点を置いています。バージョン1.2以降、フォーム入力、JavaScript、トランジションなどのインタラクティブ機能をオプションでサポートしています。
このライブラリには、簡易的なX11およびWindowsビューア、バッチレンダリング（`mutool draw`）、ファイル構造の検査（`mutool show`）、およびファイルの書き換え（`mutool clean`）のためのコマンドラインツールが付属しています。後のバージョンでは、PDFファイルの作成と編集を行うスクリプトを実行できるJavaScriptインタープリタ（`mutool run`）も追加されました。
多くの自由ソフトウェアアプリケーションがMuPDFを使用してPDFドキュメントをレンダリングしています。中でも特にSumatra PDFが有名です。MuPDFは、ほとんどのUnix系オペレーティングシステムディストリビューション向けのパッケージとしても利用可能です。
第三者によって、このライブラリはAmazon Kindle、 HP TouchPad、 PlayStation Portable、 Wii、 およびDOSなど、さまざまなプラットフォームに移植されています。

## 歴史
2002年、Tor Anderssonは、Raph LevienのLibartレンダリングライブラリを基にMuPDFの開発を開始しました。その後、Artifex SoftwareがMuPDFプロジェクトを買収し、新しい近代的なグラフィックスライブラリ「Fitz」の開発に重点が移りました。このFitzは当初、古いGhostscriptグラフィックスライブラリを置き換えるための研究開発プロジェクトとして意図されていましたが、現在ではMuPDFを支えるレンダリングエンジンとなっています。
2005年、新しいFitzライブラリを使用した最初のMuPDFバージョンがリリースされました。
2009年、Artifex SoftwareはPalm, Inc.に対してMuPDFの著作権侵害で訴訟を提起しました。 その後、2011年に訴訟は自発的に取り下げられました。
2011年、MicrosoftのXPSをサポートする機能が追加されました。このコードはGhostXPSライブラリに基づいています。
2013年2月、バージョン1.2のリリースに伴い、GNU General Public LicenseからGNU Affero General Public License v3にライセンスが変更されました。